# Stavros Theodorakis
Stavros Theodorakis (grec: Σταύρος Θεοδωράκης) (nascut el 1963 a Drapanias) és un periodista i polític (grec).
Nascut el 1963 a Drapanias, un lloc proper a Chania, a l'illa de Creta, Theodorakis va créixer a Agia Varvara, a la part occidental d'Attica.
Va començar la seva carrera com el 1984 a les estacions radiofòniques 902 FM i Skai 100.3, així com al diari Eleftherotypia. Entre 1985 i 1987 va treballar com a educador a Roma. També va escriure tres llibres.
L'any 2000 va començar el programa Protagonistes al canal de televisió públic NET, i el 2006 va passar a la cadena privada Mega TV. En aquesta època escrivia una columna setmanal cada dissabte al diari Ta Nea.
El 26 de febrer de 2014, va anunciar que deixava les seves feines com a periodista per tal de llançar un nou partit polític. La seva proposta era crear una política europea d'esquerres d'abast ampli, basant-se en el principi que "la supervivència d'un país no pot dependre en la bondat dels seus creditors.